# Pocillopora septata
Espèce
Pocillopora septata est une espèce de coraux appartenant à la famille des Pocilloporidae.

## Habitat et répartition
Pocillopora septata est un coraux du sud-ouest de l'océan Pacifique.